# بيل ميلر (مغني)
بيل ميلر (بالإنجليزية: Bill Miller)‏ هو مغني ومغن مؤلف أمريكي، ولد في 23 يناير 1955.

## وصلات خارجية
- الموقع الرسمي
- بيل ميلر على موقع IMDb (الإنجليزية)
- بيل ميلر على موقع ميوزك برينز (الإنجليزية)
- بيل ميلر على موقع ديسكوغز (الإنجليزية)